# انتخابات الرئاسة الأمريكية 1968
الانتخابات الرئاسية الأمريكية 1968 هي الانتخابات الرئاسية الأمريكية التي جرت في 5 نوفمبر 1968، لانتخاب رئيس الولايات المتحدة، فاز بالانتخابات ريتشارد نيكسون.

## خلفية تاريخية
في انتخابات عام 1964، فاز رئيس الولايات المتحدة من الحزب الديمقراطي ليندون جونسون الذي كان قد خدم لولاية رئاسية سابقة بأكبر فوز ساحق ضمن الانتخابات الرئاسية الأمريكية وذلك بتغلبه على عضو مجلس الشيوخ باري جولدواتر من الحزب الجمهوري. خلال الفترة الرئاسية التي أعقبت ذلك، تمكن جونسون من تحقيق العديد من النجاحات على الصعيد السياسي، بما في ذلك إقرار البرامج المحلية للمجتمع العظيم (على سبيل المثال تشريع «الحرب ضد الفقر»)، وتشريعات الحقوق المدنية الرئيسية، ومواصلة العمل على استكشاف الفضاء. على الرغم من تحقيقه لإنجازات كبيرة، إلا أن دعمه الشعبي عُدَّ قصير الأمد. في الوقت ذاته، عانت البلاد من أعمال شغب واسعة النطاق نتيجة قضية العِرق في شوارع المدن الكبرى، جنبًا إلى جنب مع ثورة الأجيال بين الشباب والمناقشات العنيفة حول السياسة الخارجية للبلاد. كان ظهور ثقافة الستينات المضادة لمجتمع الهيبيز، وصعود نشاط اليسار الجديد، وظهور حركة القدرة السوداء، من العوامل المسببة في تفاقم المواجهات الاجتماعية والثقافية بين الطبقات والأجيال والأعراق. ومما زاد من الأزمة الوطنية في الرابع من إبريل من عام 1968 اغتيال زعيم حركة الحقوق المدنية القس مارتن لوثر كينغ الابن في ممفيس بولاية تينيسي، الأمر الذي أشعل المزيد من أعمال الشغب والفوضى، بما في ذلك ضمن واشنطن العاصمة، حيث وقعت أعمال شغب على بعد بضعة أحياء فقط من البيت الأبيض، وتمركزت المدافع الرشاشة في مبنى البرلمان من أجل حماية المبنى.
كان السبب الرئيسي وراء الانحدار الحاد الذي سجلته شعبية الرئيس ليندون جونسون هو حرب فيتنام، التي تصاعدت إلى حد كبير أثناء توليه المنصب الرئاسي. بحلول أواخر عام 1967، كان أكثر من 500,000 جندي أمريكي يقاتلون في فيتنام. وقد شمل عددهم هذا 42% من القوات المسلحة في فيتنام. لكن مع ذلك، فقد عانى حوالي 58% من الضحايا إذ قُتِل ما يقارب من 1000 جندي أميركي بمعدل شهري وأصيب عدد أكبر بكثير من الجرحى. تعرَّض موقف جونسون للضرر بشكل خاص عندما بدأت وسائل الإعلام الوطنية في التركيز على التكاليف المرتفعة والنتائج الغامضة للتصعيد ذاك، على الرغم من جهوده المتكررة الهادفة للتهوين من خطورة الوضع.
في أوائل يناير من عام 1968، ذكر وزير الدفاع روبرت مكنامارا أن الحرب ستتراجع بينما يفقد الفيتناميون الشماليون إرادتهم للقتال، لكن بعد ذلك بفترة وجيزة، شنَّ الثوار الفيتناميون هجوم تيت بالتعاون مع فيت كونغ على جميع المعاقل الحكومية في جنوب فيتنام. على الرغم من تحقيق نصر عسكري لصالح أمريكا، إلا أن هجوم تيت قد جعل العديد الأميركيين يفكرون مجددًا فيما إذا كانت الحرب قابلة للنصر أو أنها تستحق ذلك النصر في الأصل. بالإضافة إلى ذلك، شعر الناخبون أنهم لا يستطيعون الوثوق بتقييم حكومتهم أو إعداد تقارير متعلقة بالمجهود الحربي. ودعا البنتاغون إلى إرسال عدة مئات آلاف أخرى من الجنود الأمريكيين إلى فيتنام. انخفضت معدلات الموافقة على اقتراح جونسون إلى ما دون 35%، إذ رفضت الخدمة السرية الأمريكية السماح للرئيس بالظهور بشكل علني داخل حرم الجامعات الأميركية، وذلك بسبب افتقاره إلى الشعبية بين طلاب الجامعات. منعت الهيئة السرية أيضًا الرئيس جونسون من الظهور في المؤتمر الوطني الديمقراطي في شيكاغو في ولاية إلينوي في عام 1968، وذلك لأنها لم تتمكن من ضمان سلامته من محاولات الاغتيال.

## الانتخابات العامة

### استراتيجيات الحملة
وضع نيكسون «الاستراتيجية الجنوبية» (بالإنجليزية: Southern strategy)‏ التي كانت مُصممة بهدف الحضّ على الجنوبيين من ذوي البشرة البيضاء المحافظين والذين كانوا يصوتون بشكل بديهي للديمقراطيين، لكنهم بنفس الوقت يعارضون دعم جونسون وهمفري لحركة الحقوق المدنية، فضلًا عن أعمال الشغب التي اندلعت في أحياء الأقليات الأكثر ضخامة في المدن. ومع ذلك، فاز والاس ضد العديد من الناخبين الذين استهدفهم نيكسون، وهو ما أدَّى بشكل فعلي إلى تقسيم الأصوات الخاصة بالمحافظين. والواقع أن والاس تعمَّد استهداف العديد من الولايات ولم يكن لديه أي فرصة لحمل نفسه على الأمل بأن تقسيم التصويت بين المحافظين ونيكسون قد يعطي هذه الولايات لهمفري، وبالتالي تعزيز فرصه في حرمان المعارضين من الأغلبية من الكلية الانتخابية.
مع وجوده وراء نيكسون في استطلاعات الرأي مع بداية الحملة، فقد اختار همفري أسلوب الحملة القتالية الخشنة. فقد تحدَّى نيكسون مرارًا وتكرارًا - لكن دون جدوى - في مناظرات تلفزيونية، وكثيرًا ما شبَّه حملته بالجهد الهزلي الناجح الذي بذله الرئيس هاري ترومان، أحد الديمقراطيين الذين تقدم على استطلاعات الرأي في انتخابات عام 1948 الرئاسية. توقَّع همفري أنه سوف يفاجئ الخبراء ويفوز بنصر ساحق، مثلما حدث مع ترومان.

### مواضيع الحملة
كان نيكسون قد خاض حملته الانتخابية بناء على مطالب إعادة «القانون والنظام»، الأمر الذي لاقى معارضة من قِبَل العديد من الناخبين الغاضبين الذين بدأوا أعمال الشغب العنيفة التي وقعت في مختلف أنحاء البلاد في السنوات القليلة الماضية. بعد مقتل مارتن لوثر كينغ الابن في أبريل من عام 1968، وقعت أعمال شغب واسعة النطاق في مناطق شتَّى داخل المدن. تم التغلب على الشرطة واضطر الرئيس جونسون لاستدعاء قوات الجيش الأمريكية. عارض نيكسون أيضًا قضية إلغاء الفصل العنصري بين طلاب المدارس. صرَّح معلنًا عن نفسه مؤيدًا للحقوق المدنية وأوصى بالتعليم باعتباره حلًا وليس حالة قتال أو تشدد. أثناء الحملة الانتخابية، اقترح نيكسون تقديم حوافز ضريبية حكومية للأميركيين من أصل أفريقي بهدف دعم الشركات الصغيرة وتحسين المساكن في المناطق المجاورة لهم.
أثناء حملته الانتخابية، استخدم نيكسون أيضًا معارضته لقرارات رئيس المحكمة العليا إيرل وارين كموضوع هام في حملته. كان العديد من المحافظين ينظرون لرئيس المحكمة وارين نظرة انتقادية بسبب استخدامه المحكمة العليا في الترويج للسياسات الليبرالية في مجالات الحقوق والحريات المدنية والفصل بين الكنيسة والدولة. وعد نيكسون بأنه في حال انتُخِب رئيسًا، فإنه سيُعيّن قضاة من شانهم أن يتخذوا دورًا أقل فعالية في خلق السياسة الاجتماعية. في وعد آخر للحملة الانتخابية، تعهَّد بإنهاء مسودة التجنيد الإجباري. خلال فترة الستينات، شعر نيكسون بالإعجاب بمقالة قرأها البروفيسور مارتن أندرسون من جامعة كولومبيا. وقد جادل أندرسون في المقالة من أجل وضع حدّ لمشروع القرار وإنشاء جيش من المتطوعين. رأى نيكسون أن إنهاء المسودة يُعدّ وسيلة فعّالة لتقويض حركة معارضة تدخل الولايات المتحدة في حرب فيتنام، باعتقاده أن الشباب الأثرياء في سن الجامعة سوف يتوقفون عن الاحتجاج على الحرب بمجرد أن تنتهي احتمالات اضطرارهم إلى القتال فيها.
في الوقت ذاته، وعد همفري بمواصلة وتوسيع برامج الرعاية الاجتماعية لخطة المجتمع العظيم التي بدأها الرئيس جونسون، ومواصلة «الحرب على الفقر» التي تقوم بتطبيقها إدارة جونسون. وعد همفري أيضًا بمواصلة جهود الرئيسين كينيدي وجونسون والمحكمة العليا في تعزيز توسيع نطاق الحقوق والحريات المدنية للأقليات. لكن همفري شعر بالقيود والضغوطات في أغلب حملته الانتخابية في الإعراب عن أي معارضة لسياسات الرئيس جونسون في حرب فيتنام، وذلك بسبب خشيته من أن يرفض جونسون أي مقترحات سلام قد يتقدم بها ما يؤدي إلى تقويض حملته الانتخابية. نتيجةً لهذا، وجد همفري نفسه في وقت مبكر من حملته الانتخابية هدفًا لمحتجي الحرب، الذين تسبب بعضهم في إزعاج وتعطيل حشود حملته الانتخابية.